# Batalha de Stalingrado
A Batalha de Stalingrado (português brasileiro) ou Batalha de Estalinegrado (português europeu) foi um grande combate travado entre a Wehrmacht (o exército da Alemanha Nazista) e seus aliados do Eixo contra as tropas da União Soviética pela posse da cidade de Stalingrado (atual Volgogrado), às margens do rio Volga, entre 23 de agosto de 1942 e 2 de fevereiro de 1943, durante a Segunda Guerra Mundial. A batalha foi um dos pontos de virada da guerra na Frente Oriental, marcando o limite da expansão alemã no território soviético, a partir de onde o Exército Vermelho empurraria as forças alemãs até Berlim.
Marcada por violentos combates em ambientes fechados, privações e desrespeito e desprezo  pela vida de militares e civis, a luta em Stalingrado acabou sendo a maior (mais de 2,2 milhões de soldados envolvidos) e mais sangrenta (1,8 a 2 milhões de mortos, feridos ou capturados) batalha na história das guerras. Após serem derrotados, o Alto Comando alemão teve que retirar e relocar várias tropas estacionadas na Frente Ocidental para o leste, a fim de substituir suas perdas.
A ofensiva alemã para capturar a cidade de Stalingrado começou em 23 de agosto de 1942 (após um mês de combate nas cercanias), com o 6º Corpo de Exército e elementos do 4º Exército Panzer na linha de frente. O avanço da infantaria alemã foi acompanhado por centenas de aviões da Luftwaffe, que bombardearam as posições soviéticas na cidade e em seus arredores, rapidamente transformando Stalingrado numa grande ruína. A luta então acabou virando um desgastante combate casa por casa; ambos os lados comprometeram enormes reforços para a cidade a fim de se manter na ofensiva e o número de mortos foi subindo exponencialmente. Em meados de novembro de 1942, os alemães já tinham empurrado os defensores soviéticos para uma pequena zona na margem oeste do rio Volga. Porém, enquanto a Wehrmacht se ocupava em avançar pela cidade e esmagar os últimos bolsões de resistência soviética, o Exército Vermelho começava a mobilizar uma grande tropa na margem oposta do rio.
Ao final de novembro de 1942, os soviéticos lançaram uma enorme contra-ofensiva, a Operação Urano. Foi um grande ataque em pinça, movendo-se pelos enfraquecidos flancos das tropas do Eixo, formados principalmente por soldados romenos e húngaros, que eram as tropas mais fracas da coalizão liderada pelos alemães. As forças do Eixo nos flancos acabaram sendo facilmente sobrepujadas e o 6º Exército alemão se viu cercado e isolado na área de Stalingrado. O general Friedrich Paulus pediu autorização para tentar furar o cerco e abandonar suas posições indefensáveis, mas Adolf Hitler desautorizou qualquer retirada e ordenou que o exército cercado fosse reabastecido pelo ar enquanto uma tropa era preparada para resgatar o 6º exército. Combates intensos se seguiram pelos próximos dois meses. No começo de 1943, as forças do Eixo em Stalingrado estavam exaustas e quase sem munição e comida. Friedrich Paulus decidiu então desobedecer as ordens do seu Führer e permitiu que o que sobrava do seu exército se rendesse aos soviéticos.

## A invasão à URSS
A 22 de junho de 1941, a Alemanha e os seus aliados do  Eixo invadiram  a União Soviética, na chamada Operação Barbarossa, avançando rapidamente para dentro de território soviético.
Tal como acontecera na invasão da Polónia, o avanço das tropas da Wehrmacht era seguido por unidades especiais das SS, as Einsatzgruppen, encarregadas de execuções em massa de judeus, bolcheviques, activistas e intelectuais.  Hitler proclamou a sua intenção de assassinar todos os cidadãos masculinos de Stalingrado e de deportar mulheres e crianças, com base no fato de os seus habitantes serem completamente comunistas e especialmente perigosos.
Após uma derrota, no verão e no inverno de 1941, as forças soviéticas contra-atacaram em larga escala próximo à capital do país, na chamada Batalha de Moscou, iniciada a 5 de dezembro de 1941. Os alemães, exaustos, com problemas de reposição logística (a maioria das divisões Panzer estava com a maior parte de seus carros de combate inoperantes) e ainda, com as tropas mal equipadas para a guerra no inverno e com linhas de suprimentos muito longínquas, acabaram sendo afastados das portas da cidade.
Os alemães estabilizaram sua frente de batalha na primavera de 1942. Apesar disso, as baixas da campanha de 1941 somadas às perdas de blindados e de material militar tornaram impossível a retomada de uma ofensiva em toda a frente oriental, obrigando Adolf Hitler a ter como ponto de partida uma ofensiva apenas setorial em 1942.
Planos para lançar uma segunda ofensiva contra Moscou foram rejeitados, não apenas porque o Grupo Central do Exército estava demasiadamente enfraquecido para um ataque, mas, ainda, pela concepção de Hitler que um ataque na direção sudeste da URSS – (Ucrânia) – propiciaria vantagens econômicas (cereais e petróleo) favoráveis a um futuro prosseguimento da guerra. Os alemães mantiveram-se no controle, não obstante, de dois salientes nas proximidades de Moscou, de maneira a permitir um blefe que tornasse crível a possibilidade de uma nova ofensiva contra a capital russa.

## Operação Azul

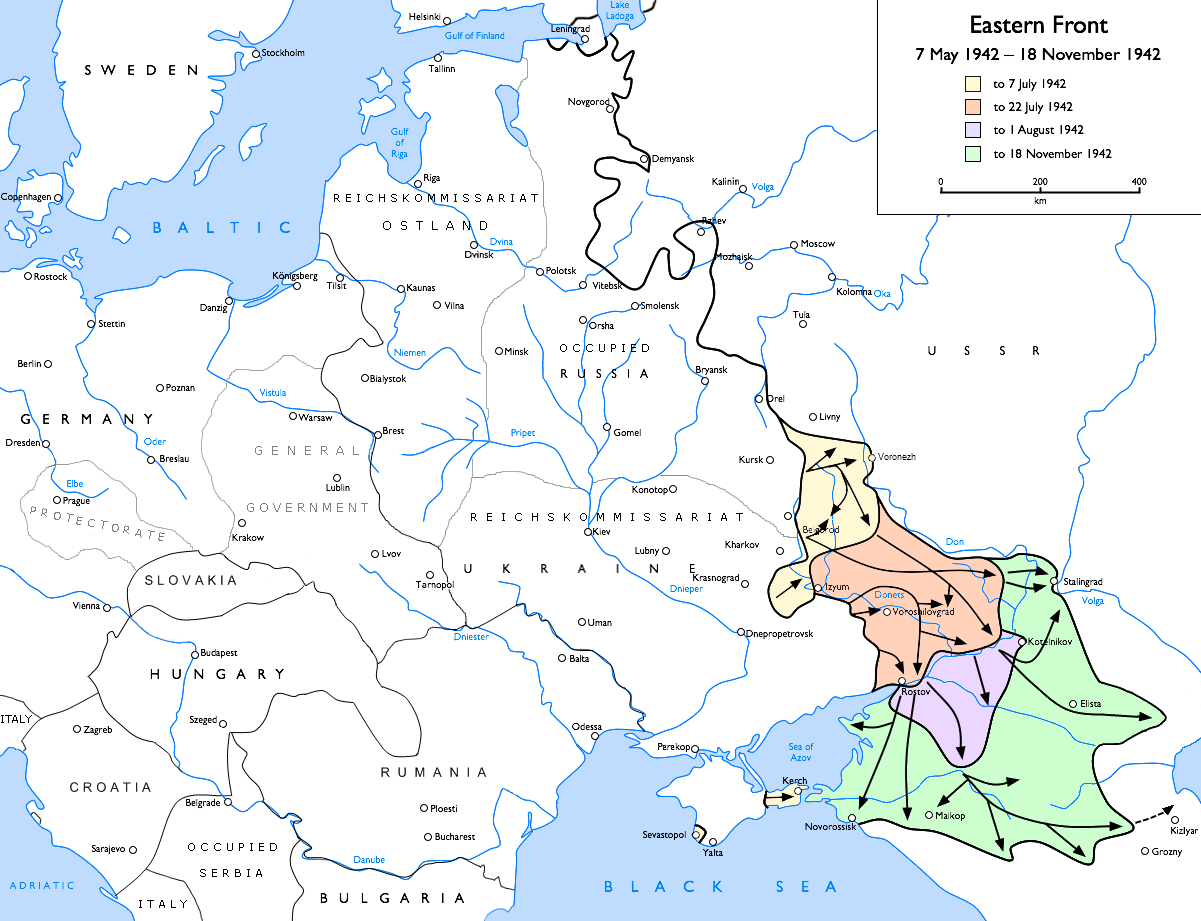
Operação Azul: Avanço alemão entre 7 de maio e 18 de novembro 1942
7 de julho de 1942
22 de julho de 1942
1 de agosto de 1942
18 de novembro de 1942

O Grupo de Exércitos Sul foi escolhido para a ofensiva pelas estepes do sudoeste da União Soviética em direção ao Cáucaso, para capturar os vitais poços de petróleo ali situados. Em vez de concentrar suas atenções num esforço final contra Moscou, como seus planejadores militares aconselhavam, Hitler continuou a enviar homens e suprimentos para o leste da Ucrânia. Os alemães continuaram usando as táticas estratégicas do Blitzkrieg (guerra-relâmpago) muito eficiente nas grandes extensões de campos abertos da Rússia mas que seriam anuladas nas ruínas de Stalingrado.
A planejada ofensiva de verão deveria incluir o 6º e o 17º Exército e o 1º e o 4º Exércitos Panzer. O Grupo Sul havia atravessado a Ucrânia durante a ofensiva de 1941. Assim, seria a ponta de lança da nova ofensiva até o rio Volga.
O início da chamada Operação Azul estava previsto para o fim de maio de 1942. Entretanto, numerosas unidades dos exércitos alemão e romeno que deveriam fazer parte da operação, ainda estavam envolvidas no cerco de Sebastopol e da península da Crimeia. Atrasos em terminar o cerco adiaram a data da operação por várias vezes e Sebastopol não caiu até o fim de junho.
A ofensiva finalmente foi iniciada em 28 de junho, com o Grupo Sul atacando no sudoeste da Rússia. Os ataques foram bem-sucedidos no começo, com as forças soviéticas oferecendo pouca resistência na vastidão das estepes e recuando para leste em desordem. Várias tentativas de restabelecer uma linha defensiva fracassaram ao serem atacadas nos flancos pelas forças alemãs. Dois grandes bolsões de resistência se formaram e foram destruídos na semana seguinte, ao nordeste de Kharkov e na província de Rostov. Ao mesmo tempo, forças húngaras, junto com o 4º Exército Panzer, lançaram um assalto a Voronej, capturando a cidade em 5 de julho de 1942.
No fim de julho, os alemães haviam empurrado os soviéticos para trás do rio Don e nesse ponto da ofensiva eles começaram a utilizar as forças italianas, húngaras e romenas, suas aliadas do Eixo, para guardar seu flanco norte. O 6º Exército alemão encontrava-se então a algumas dezenas de quilômetros de Stalingrado e o 4º Panzer, que atacava ao sul dele, foi direcionado ao norte para ajudar a tomar a cidade. Mais ao sul, o Grupo de Exércitos adentrava fundo no Cáucaso, mas seu avanço se tornava lento devido à extensão das linhas de suprimento que, não acompanhando a velocidade do avanço, não chegavam a linha de frente com a rapidez necessária. Os dois grupos de exército alemães não estavam em posição nem em condições de ajudarem um ao outro devido à grande distância entre eles.
Com as intenções de Adolf Hitler se tornando claras pelo fim de julho, Josef Stalin nomeou o marechal Andrei Yeremenko comandante da frente sudeste em 1 de agosto de 1942. Andrei Yeremenko e o comissário político Nikita Kruschev foram encarregados do planejamento da defesa de Stalingrado. O lado leste da cidade se estendia ao longo do rio Volga e por sobre o rio os soviéticos trouxeram mais tropas do interior do país para sua defesa. Todas estas unidades combinadas, as que recuavam e os reforços trazidos pelo rio, formaram o 62º Exército soviético e seu comando foi entregue ao general Vassili Chuikov em 1 de setembro. As ordens de Chuikov foram as de defender Stalingrado a qualquer preço.

## O começo da batalha

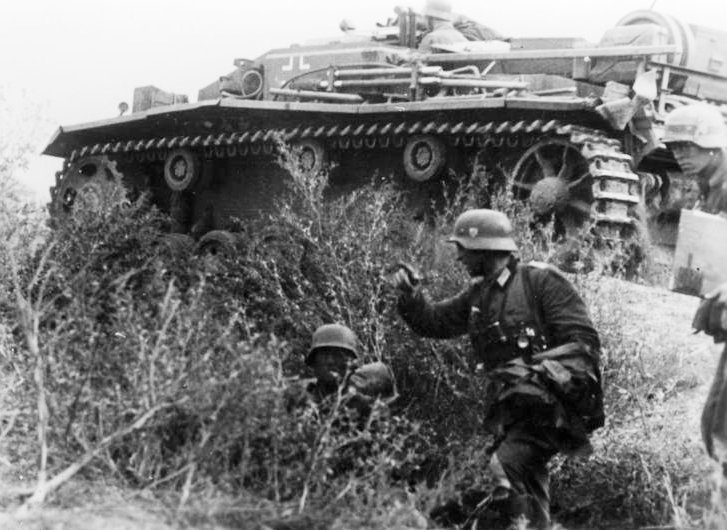
Infantaria alemã apoiada por um tanque StuG III ataca o perímetro da cidade

Antes que a Wehrmacht alcançasse a cidade propriamente dita, a Luftwaffe havia atacado no rio Volga, via vital para o movimento de suprimentos em direção à cidade, deixando-o praticamente inutilizável para a navegação de barcos soviéticos. Entre 25 e 31 de julho, 32 navios e balsas foram afundados no rio. A batalha começou sob pesado bombardeio da força aérea alemã a Stalingrado, com cerca de mil toneladas de bombas jogadas sobre a cidade e seus arredores, transformando-a quase em destroços, apesar de algumas estruturas de fábricas ainda sobreviverem e continuarem sua produção de guerra em turnos de 24 horas.
Josef Stalin havia impedido os civis de deixarem o lugar, sob a premissa de que sua presença ali encorajaria ainda mais as forças soviéticas a defenderem-na, sendo postos a ajudar cavando trincheiras e fortificações defensivas em todo o perímetro urbano. Em 23 de agosto, teve início um forte bombardeio aéreo que durou 5 dias, causando um grande incêndio, matando cerca de 40 mil civis e transformando Stalingrado numa paisagem repleta de destroços e ruínas fumegantes. Noventa por cento do bairro de Voroshilovsky foi destruído.
A impotente força aérea soviética foi esmagada pela Luftwaffe, perdendo 201 aviões no período de uma semana no fim de agosto. Apesar de reforços aéreos trazidos, as perdas continuaram grandes durante o mês de setembro, fazendo com que a força aérea alemã tivesse o domínio completo dos céus sobre Stalingrado e regiões próximas durante as primeiras semanas de combate.

## O ataque alemão

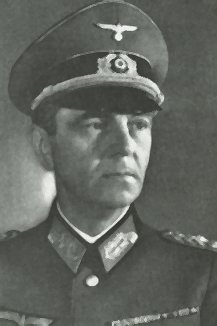
General Friedrich Paulus, Comandante do Sexto Exército Alemão

O peso da defesa inicial da cidade caiu em cima de um regimento de artilharia antiaérea, composto por jovens mulheres voluntárias, sem treinamento específico de tiro para alvos terrestres. Apesar disto, e sem nenhum apoio de outras unidades soviéticas, suas atiradoras continuaram em seus postos disparando contra os tanques panzers. O comando da divisão panzer que as enfrentou, comunicou que foi necessário eliminar uma a uma até que todas as baterias estivessem destruídas. Neste começo da batalha, os soviéticos se valeram de milícias de trabalhadores que não estivessem diretamente envolvidos na produção de guerra. Por algum tempo, tanques continuaram a ser produzidos nas fábricas e a ser tripulados por operários. Eles eram transportados direto da fábrica para a frente de combate, muitas vezes sem pintura nem aparelho de mira do canhão.

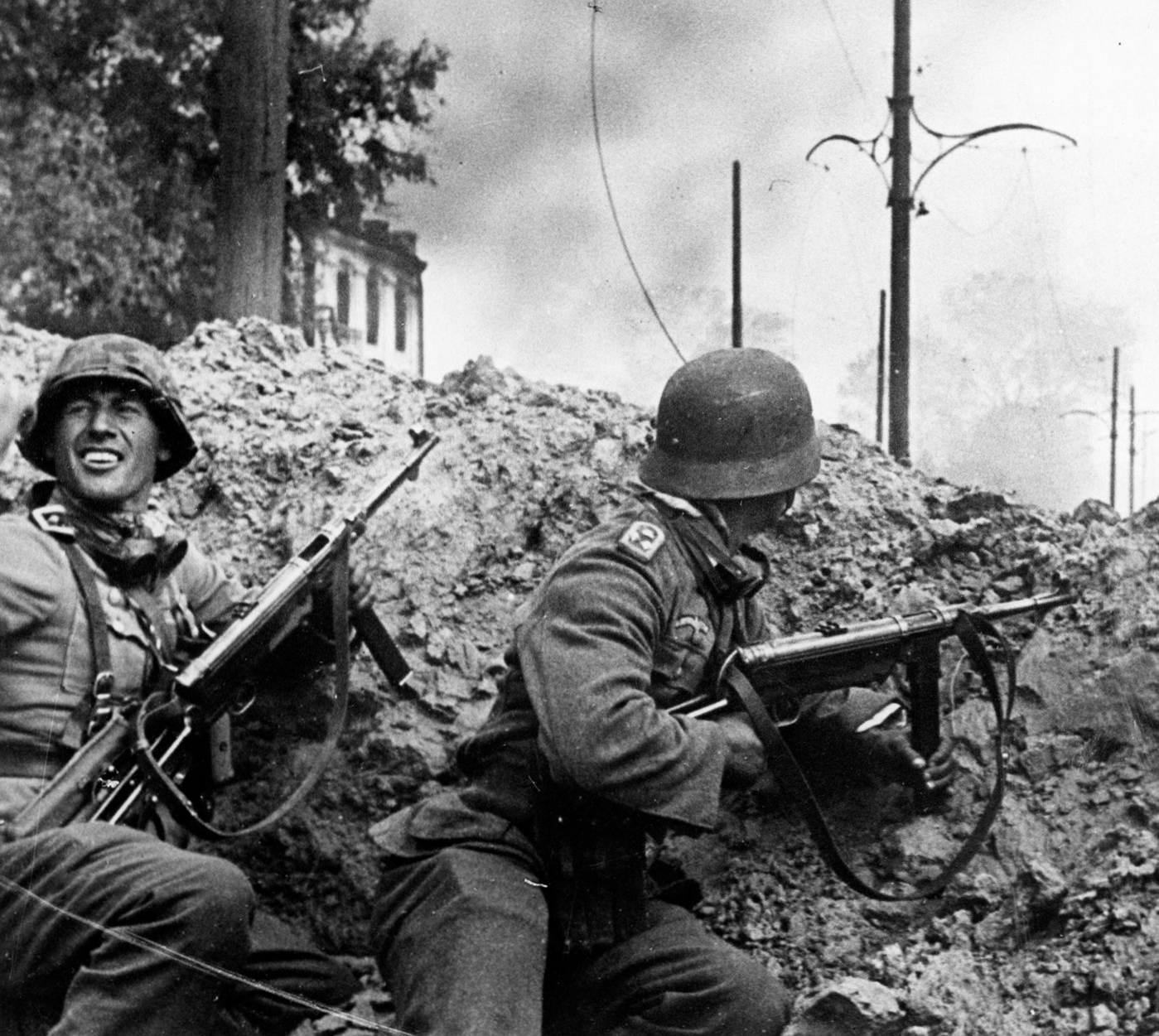
Militares alemães da 24ª Divisão Panzer, em setembro de 1942

No fim de agosto, o Grupo de Exércitos Sul (B) havia finalmente atingido o rio Volga, ao norte de Stalingrado, seguido de outro avanço pelo rio até o sul da cidade. No começo de setembro, os soviéticos podiam apenas reforçar e realimentar suas tropas dentro da cidade por perigosos caminhos ao longo do Volga, sob constante bombardeio aéreo e de artilharia terrestre alemã. Em 5 de setembro, dois exércitos soviéticos organizaram um ataque maciço contra o Panzerkorps – as divisões blindadas nazistas, mas foram contidos pela Luftwaffe, que bombardeou a artilharia soviética de apoio ao ataque e as linhas defensivas. Dos 120 tanques usados na ofensiva, 30 foram perdidos nos bombardeios. Nos dias seguintes, ataques de Stukas alemães ajudaram a destruir mais tanques russos da contraofensiva blindada soviética.
Na cidade em ruínas, dois exércitos russos estabeleceram suas linhas de defesa entre casas e fábricas destruídas, numa luta dura e desesperada. A expectativa de vida de praças recém-chegados à batalha era de menos de 24 horas e a dos oficiais, três dias. Em 27 de julho, Josef Stalin havia baixado a ordem número 227, decretando que todos os comandantes locais que aprovassem uma retirada não-autorizada em sua área devessem ser levados imediatamente a um tribunal militar. O slogan soviético era: "Nenhum passo para trás!". Isto fez com que o avanço alemão para dentro de Stalingrado lhes custasse pesadas baixas.
A doutrina militar alemã era baseada no princípio do combate com forças armadas combinadas e uma cooperação próxima e conjunta dos blindados, infantaria, engenharia, artilharia e bombardeio aéreo do solo inimigo. Para conter isto, os soviéticos adotaram a tática de simplesmente se colocar nas linhas de frente o mais próximo que fosse fisicamente possível, escapando o máximo que pudesse da artilharia e bombardeios aéreos, geralmente feitos às suas costas. Isto fazia com que as tropas alemãs tivessem que avançar por seu próprio risco num combate corpo a corpo. Combates cruéis aconteciam em cada rua, sótão, fábrica ou porão de cada casa ou construção. Os alemães brincavam amargamente com isso, ao dizerem que capturavam uma cozinha, mas ainda lutavam na sala de estar. A estação de trem de Stalingrado mudou de mãos quatorze vezes em seis horas de combates.

## Combates corpo a corpo
A luta na proeminente colina Mamayev Kurgan, que se ergue sobre a cidade, era particularmente sem piedade. A posição mudava de mãos diversas vezes. Durante um contra-ataque soviético, eles perderam uma divisão inteira de 10 mil homens num único dia, a 13ª Divisão de Guardas de Rifle, que matou número aproximado de inimigos alemães. Em 1944, durante o começo da restauração da cidade, dois corpos foram encontrados na colina: um alemão e um soviético, que, aparentemente, se haviam matado um ao outro simultaneamente a golpes de baioneta no peito e que haviam sido sepultados por tiros de artilharia na colina.

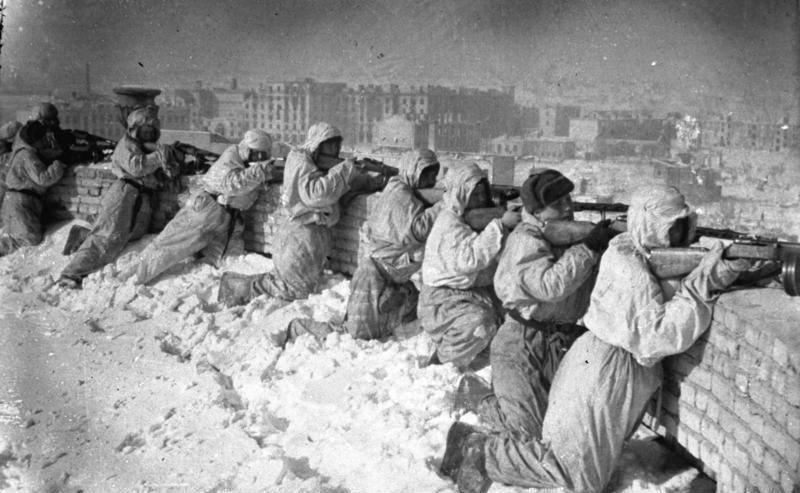
Soldados do Exército Vermelho num telhado em Stalingrado, em Janeiro de 1943

No "Grain-Silo", um grande complexo de processamento de grãos encimado por um grande silo, o combate era tão próximo que soldados podiam ouvir a respiração do inimigo lutando. Quando os alemães finalmente tomaram a posição, apenas quarenta corpos soviéticos foram encontrados, apesar do número muito maior de combatentes estimado pelos alemães devido à ferocidade e à demora do combate, que havia perdurado por semanas. Todos os grãos estocados foram queimados pelos soviéticos quando se retiraram.
Em outra parte da cidade, um pelotão de soldados, sob o comando do sargento Yakov Pavlov, transformou um edifício de apartamentos numa fortaleza impenetrável. O prédio, mais tarde conhecido como a "Casa de Pavlov", dominava uma praça no centro da cidade. Seus soldados a cercaram com minas, montaram metralhadoras nas janelas e selaram as janelas no porão para melhor comunicação.  Eles não tiveram substituição nem reforços por dois meses e aguentaram a posição até o fim do conflito. Muito tempo depois, o general Chuikov brincava que talvez mais alemães tenham morrido tentando capturar a Casa de Pavlov que tentando tomar Paris. Após cada onda de ataques, durante todo o segundo mês da batalha, os russos tinham que sair do prédio e chutar e empurrar as pilhas de corpos dos alemães mortos, de maneira a que a linha de tiro para a praça das metralhadoras e armas antitanques ficasse livre. Após a batalha, o sargento Pavlov recebeu a medalha e o título de Herói da União Soviética, maior condecoração militar da União Soviética, por sua bravura e heroísmo.

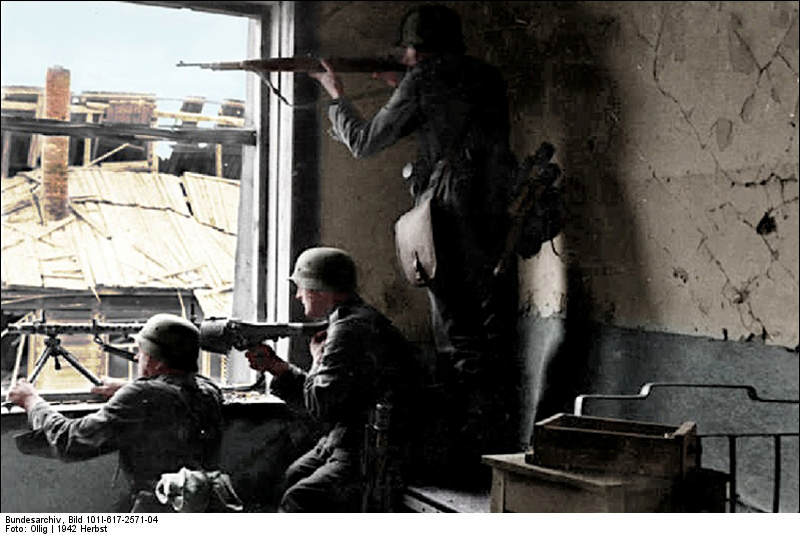
Uma posição de militares alemães no subúrbio de Stalingrado

Sem possibilidade de vitória rápida à vista, os nazistas começaram a transferir artilharia pesada para a cidade, incluindo o gigantesco canhão de 800 milímetros, transportado por estrada de ferro, Dora. Os atacantes, entretanto, não fizeram grandes esforços para mandar tropas através do Volga, permitindo aos soviéticos instalar um grande número de baterias de artilharia ao longo do rio, que continuava a bombardear as posições alemãs. Os defensores, na cidade, usavam as ruínas resultantes destes bombardeios como posições de defesa. Os panzers se tornavam inúteis no meio de montes de destroços que chegavam a formar pilhas de oito metros de altura e eram varridos pela artilharia antitanque inimiga.
Franco-atiradores soviéticos fizeram história na Batalha de Stalingrado, ao usarem as ruínas para infligir pesadas baixas entre as tropas alemãs. O mais bem sucedido e famoso deles – que viria a ter suas façanhas contadas em livros e filmes – foi Vasily Zaitsev. Zaitsev teve creditadas 242 mortes confirmadas durante a batalha e um total geral de mais de 300. Ele fixava uma mira telescópica no seu fuzil Mosin-Nagant modelo M91/30, calibre 7,62 x 54 mm, que facilmente penetrava os capacetes dos alemães, causando dezenas de mortes por tiros certeiros na cabeça.
Tanto para Adolf Hitler quanto para Josef Stalin, a posse de Stalingrado havia se transformado numa questão de prestígio além da significância estratégica da cidade. O comando soviético transferiu as forças do Exército Vermelho da área de Moscou para o baixo Volga e sua aviação de todo o resto do país para a cidade. A tensão dos dois comandantes militares inimigos era extrema: Friedrich Paulus, o comandante do 6º Exército alemão, desenvolveu um tique incontrolável nos olhos que afetava a face esquerda de seu rosto, enquanto Chuikov teve um eczema que fez com que fosse obrigado a cobrir suas mãos com bandagem o tempo todo.

## Luftwaffe
Em outubro, determinada a quebrar a resistência soviética, a Luftwaffe, comandada pelo marechal do ar Wolfram von Richthofen, intensificou seus bombardeios com mais de duas mil saídas de missões em 14 de outubro de 1942, atacando as posições ao longo do rio, ao redor da cidade e na fábrica de tratores Dzherzhinskiy, local de uma das mais encarniçadas resistências de toda a batalha, que matou centenas de soldados e dizimou regimentos inteiros. Nesta altura dos combates, a aviação soviética praticamente havia deixado de existir em Stalingrado e o 62º Exército, cortado em dois, havia sido paralisado pela interrupção nas linhas de suprimentos.

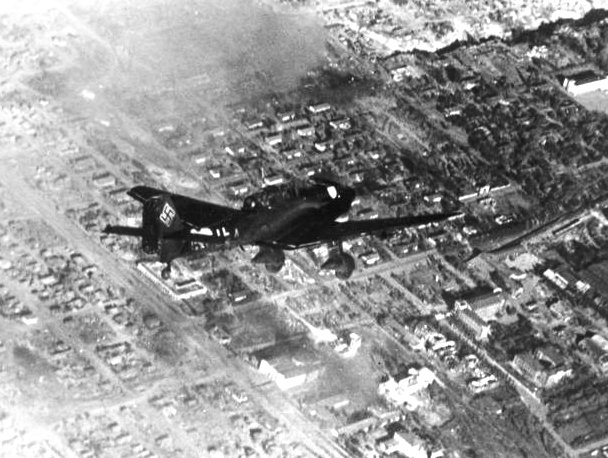
Um avião Stuka alemão bombardeando a cidade

Com os soviéticos encurralados numa pequena faixa de 900 metros na margem oeste do rio Volga, mais de 1 200 ataques de bombardeiros de mergulho Stuka foram feitos contra as tropas ali entrincheiradas, na tentativa dos alemães de finalmente eliminá-las. Apesar do forte bombardeio – Stalingrado foi mais bombardeada na guerra que Sedan ou Sebastopol – o 62º, resumido a 47 mil homens e 19 tanques, resistiu a todas as tentativas alemãs de tomar a margem oeste do rio.
A Luftwaffe continuou dominando os céus em novembro e a resistência aérea soviética durante o dia era inexistente, mas, após dois meses de ataques, sua flotilha original de 1 600 aeronaves havia sido reduzida para 950 aviões. A força de bombardeiros tinha sido duramente atingida, com 232 aviões sobreviventes de um total inicial de 480. Apesar de superioridade em qualidade contra os soviéticos e tendo a seu dispor 80% dos recursos da Luftwaffe na frente oriental, os alemães não puderam impedir o paulatino crescimento do poder aéreo do inimigo. Quando a contra-ofensiva começou, os soviéticos já tinham superioridade numérica sobre a Luftwaffe.
A força soviética de bombardeiros, Aviatsiya Dalnego Destviya (ADD), tendo sofrido pesadas baixas durante dezoito meses de guerra, estava limitada a voar à noite e seus ataques aos alemães nos primeiros dois meses da batalha causaram danos muito pequenos. Entretanto, a situação da Luftwaffe começava a ficar difícil. Em 8 de novembro, esquadrilhas foram retiradas da frente oriental para combater os desembarques norte-americanos no norte da África. A armada aérea alemã se viu espalhada através de toda a Europa e lutando para manter sua força em outros setores da guerra contra a União Soviética.
Após três meses de carnificina e um avanço lento e custoso em vidas, os alemães finalmente atingiram as margens do rio, capturando 90% da cidade arruinada e dividindo as forças inimigas remanescentes em dois pequenos bolsões. Além disso, no começo do rigoroso inverno russo, blocos de gelo se acumulavam nas águas geladas do Volga, dificultando a navegação e o abastecimento das forças defensoras. Mas, apesar de todas as dificuldades de logística e da inclemência do tempo, a luta continuava violenta nas encostas da colina Mamayev e dentro da área de fábricas na parte norte da cidade. As batalhas na fábrica de aço Outubro Vermelho, na fábrica de tratores e na fábrica de armamentos Barricada tornaram-se manchetes em todo o mundo. Enquanto os soldados soviéticos defendiam suas posições mantendo os alemães sob fogo, os operários reparavam os tanques e outros armamentos próximos ao campo de batalha, muitas vezes na própria linha de fogo. Estes civis também se apresentavam voluntariamente para tripular os tanques, substituindo os soldados mortos ou feridos, apesar de não terem nenhuma experiência em combate nem na operação destas armas de guerra.

## A contraofensiva soviética
Reconhecendo que as tropas alemãs estavam mal preparadas para uma ofensiva durante o inverno, a Stavka - o comando das forças armadas - decidiu realizar uma contraofensiva geral na frente de Stalingrado, para aproveitar esta fraqueza temporária do inimigo.

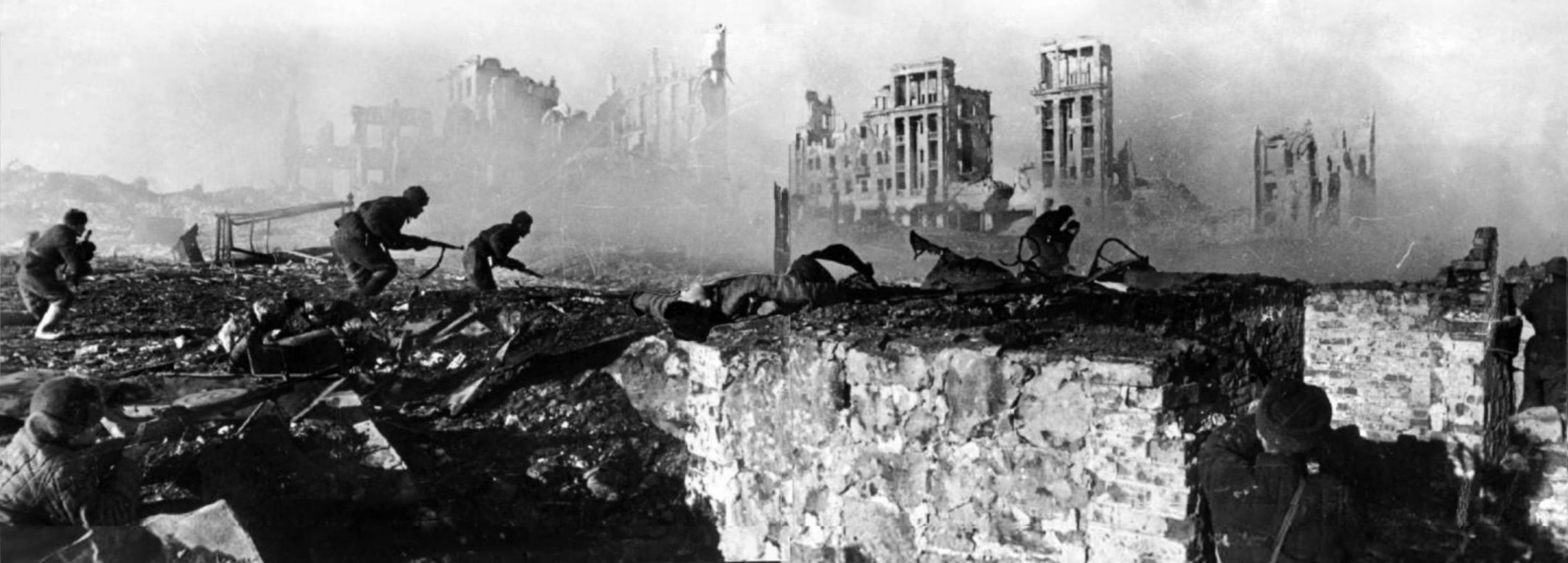
Soldados soviéticos atacando posições alemãs

A ofensiva alemã havia sido paralisada por uma combinação da violenta resistência do Exército Vermelho dentro da cidade com as péssimas condições climáticas. O planejamento da contraofensiva foi feito com táticas que viriam a encurralar e destruir o 6° Exército alemão e demais tropas do Eixo em torno de Stalingrado, tornando essa a segunda derrota em larga escala do Terceiro Reich durante a Segunda Guerra Mundial.
Durante o cerco, os comandos alemães, húngaros, italianos e romenos protegendo os flancos do Grupo de Exércitos B, haviam pedido apoio de tropas a seus quartéis-generais. O Segundo Exército Húngaro, consistindo em sua maioria de unidades mal equipadas e mal treinadas, tinha a missão de defender um setor de 200 km da frente norte de Stalingrado, entre o exército italiano e a cidade de Voronej. Isto resultou numa linha muito tênue de defesa em que setores de 1 a 2 km de extensão eram defendidos apenas por um pelotão. Da mesma maneira, no flanco sul do setor de Stalingrado, a frente sudoeste de Katelnikovo era guardada apenas pelo 7º Corpo de Exército romeno.
Entretanto, Hitler estava tão obcecado em tomar a cidade, que os apelos para reforço dos flancos foram ignorados. O Führer clamava que a cidade seria capturada e os frágeis flancos seriam mantidos com o ardor patriótico.

## Operação Urano

Plano Urano: contra-ataques soviéticos em Stalingrado:
Avanço soviético, 19-28 de novembro

No outono, os generais soviéticos Aleksandr Vasilievsky e Georgy Jukov, responsáveis pelos planos estratégicos na área de Stalingrado, concentraram maciças forças soviéticas nas estepes ao norte e ao sul de Stalingrado. O flanco norte dos alemães era particularmente vulnerável, já que era defendido apenas pelas tropas húngaras, romenas e italianas, com um nível de equipamento, treinamento e moral muito inferior às tropas da Wehrmacht. Esta fraqueza era conhecida e explorada pelos soviéticos, que preferiam enfrentar tropas não-alemãs sempre que possível, assim como os ingleses preferiam atacar as tropas italianas em vez dos alemães do Afrika Korps, no norte da África.
O plano era manter os alemães lutando em Stalingrado e então atacar os flancos guarnecidos pelas outras tropas do Eixo com todas as forças e fechar os alemães dentro da cidade. Durante os preparativos para a ofensiva, o marechal Jukov visitou pessoalmente a frente, o que era raro para um general soviético de tão alta patente. A operação recebeu o nome-código de Urano.
Em 19 de novembro, o comando do Exército Vermelho lançou a "Operação Urano". As forças soviéticas atacantes consistiam em três exércitos completos, compostos de dezoito divisões de infantaria, oito brigadas de tanques, duas brigadas motorizadas, seis divisões de cavalaria e uma brigada antitanques. Os preparativos do ataque puderam ser ouvidos pelos romenos, que pediam reforços a seu comando insistentemente, sempre recusados. Mal equipado e em pouco número, disperso em linhas frágeis e finas de defesa, o 3º Exército romeno, que guardava o flanco norte do 6º Exército alemão, foi esmagado pelos atacantes.
No dia 20, os soviéticos lançaram outro ataque, desta vez ao sul da cidade, contra o 4º Corpo de exército romeno, composto em sua maioria apenas de tropas de infantaria, que foi destruído quase imediatamente. Os atacantes, ao sul e ao norte, se movimentaram rapidamente em forma de pinça e dois dias depois se encontraram em Kalach, cidade a cerca de 50 km de Stalingrado. O exército alemão estava cercado e a notícia alcançou repercussão mundial.

## O bolsão
Por causa dos ataques soviéticos, cerca de 230 mil soldados alemães e romenos - além de um regimento de infantaria da Croácia, o 369º, se viram cercados dentro do bolsão. Dentro do cerco, além dos soldados inimigos se encontravam mais de dez mil civis e milhares de soldados soviéticos prisioneiros dos alemães, capturados durante a batalha. Os atacantes rapidamente estabeleceram dois fortes cinturões de defesa, um interno contra tentativas de fuga das tropas aprisionadas e outro externo, contra possíveis reforços vindos de outras regiões em poder dos alemães.
Adolf Hitler havia declarado, em discurso no fim de setembro, que jamais deixaria a cidade. Com a notícia do cerco, os comandantes do Exército o pressionaram para que autorizasse uma imediata retirada das tropas para o oeste do rio Don, mas Hitler, assegurado pelo comandante da Luftwaffe, Hermann Goering, de que Stalingrado podia ser abastecida e reforçada por uma ponte aérea que os permitiria continuar lutando até que reforços pudessem libertá-los, proibiu a retirada.
O comandante da 4º Frota Aérea da Luftwaffe (Luftflotte 4), von Richthofen, tentou fazer com que ele e Hermann Goering cancelassem essa decisão sem sucesso, sabedor da impossibilidade de meios para suprir um exército cercado de mais de 300 mil homens.  O 6º Exército alemão era o maior exército do mundo naquela época da guerra, duas vezes maior que um exército alemão regular, em quantidade de soldados e equipamentos. Além dele, cercado, também se encontrava grande parte do 4º Exército Panzer, formado de blindados alemães. Suas necessidades básicas eram de 800 toneladas diárias e a frota aérea alemã só seria capaz de abastecê-los com menos de ¼ do necessário. Richtoffen sabia disso, mas apoiado na garantia de Goering, Hitler ordenou a resistência a qualquer custo. O 6º Exército seria abastecido por ar.

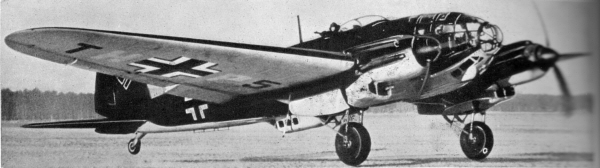
Heinkel He 111K, um dos aviões bombardeiros usados como transporte na ponte aérea para Stalingrado

A ponte-aérea fracassou. Além das péssimas condições do tempo no rigoroso inverno russo, falhas técnicas, uma pesada artilharia antiaérea e interceptações de caças russos cada vez em maior número, levaram os alemães a perderem 488 aeronaves. Um média de 97 toneladas de suprimentos era descarregada diariamente, menos de um oitavo do necessário e por diversas vezes o carregamento que chegava era supérfluo ou inútil, como um avião que aterrissou com vinte toneladas de vodca e uniformes de verão. O transporte que conseguia pousar era utilizado para evacuar feridos, doentes e especialistas técnicos do enclave cercado – um total de 42 mil conseguiu ser evacuado.
O 6º Exército lentamente morria de fome. Pilotos ficavam chocados em constatar que soldados encarregados de descarregarem os aviões, muitas vezes não o conseguiam devido à fome e exaustão.  As perdas para o grupo de transportes da Luftwaffe (Transportgruppen) foi pesada; 269 Junkers Ju 52 foram abatidos, um terço do total deles na frota aérea na frente oriental. A frota de Heinkel He 111 perdeu 169 de seus aviões; pior ainda, os alemães perderam perto de mil experientes tripulantes de bombardeiros, no esforço de manter de pé as tropas alemãs em Stalingrado. As perdas eram tão grandes que várias unidades aéreas alemãs foram simplesmente dissolvidas.

## Operação Saturno

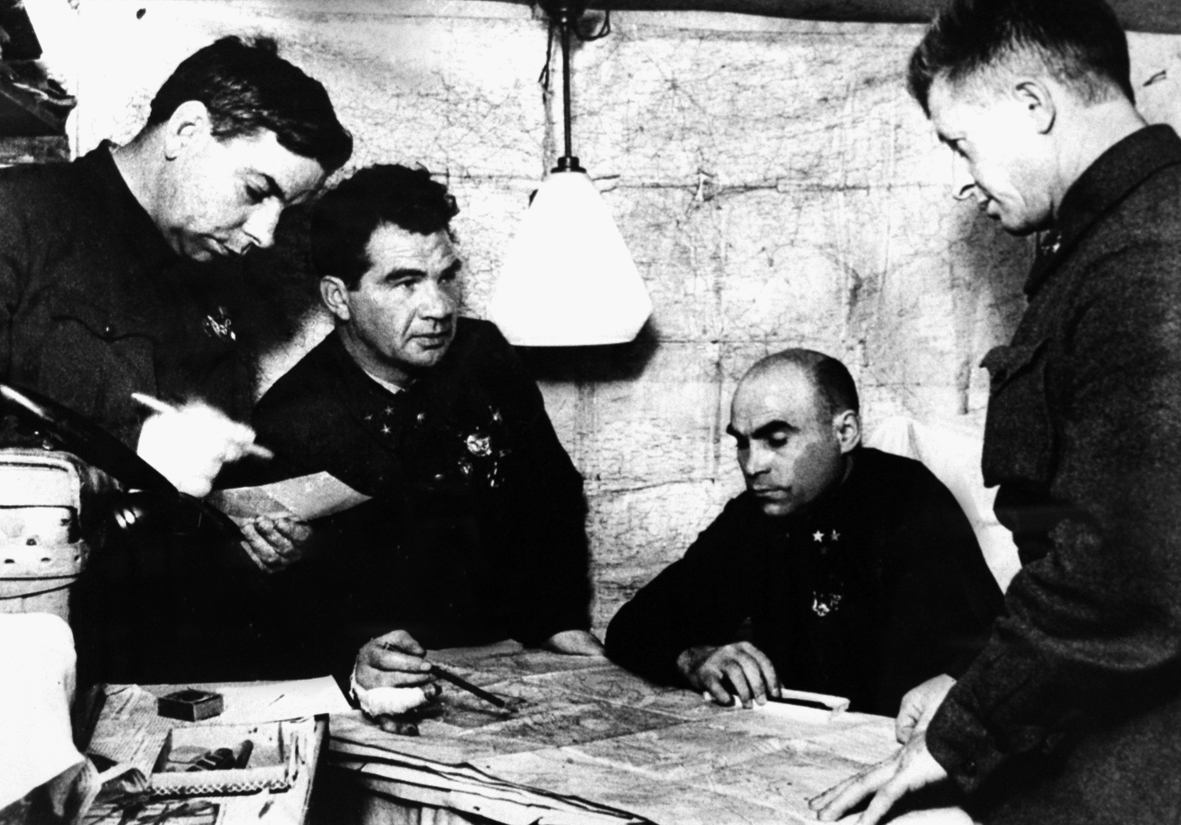
No Posto de Comando do 62º Exército da União Soviética: da esquerda para a direita, Nikolai Ivanovich Krylov, Vassili Ivanovitch Chuikov, Kouzma Gurov e Aleksandr Rodimtsev

As forças soviéticas consolidaram suas posições ao redor de Stalingrado e os esforços alemães para romper o bolsão começaram. Uma tentativa de romper o cerco do exército cercado no sul da cidade foi impedida em dezembro. O impacto do rigoroso inverno russo começou a fazer efeito em favor dos atacantes. O rio Volga congelou, o que permitiu aos soviéticos transportar suprimentos para suas forças em Stalingrado de maneira mais rápida e segura. Os alemães cercados rapidamente começaram a ficar sem combustível e suprimentos médicos e milhares começaram a morrer de fome, doenças e congelamento.

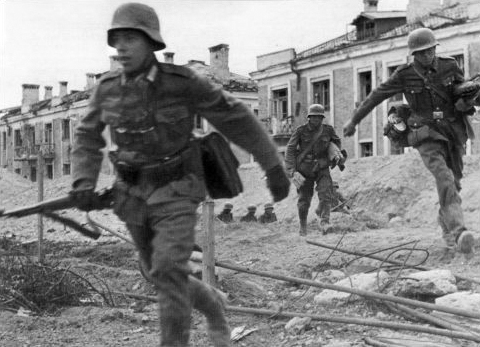
Soldados alemães lutando em Stalingrado

Em 16 de dezembro, os soviéticos lançaram uma segunda ofensiva, a Operação Saturno, que visava empurrar as forças do Eixo pelo rio Don e capturar Rostov. Se bem-sucedido, este ataque cercaria todo o resto do Grupo de Exércitos Sul, um terço de todas as forças do Eixo na União Soviética. No dia 27, o marechal de campo Erich von Manstein, assumiu apressadamente o comando do recém-criado grupo de exércitos do Don, composto por elementos remanescentes dos 3º e 4º Exércitos Romenos, do 4º Exército Panzer, do 6º Exército cercado  e de uns poucos reforços que puderam ser retirados do Cáucaso e da Frente Norte.
A 6ª Divisão Panzer foi trazida da Bretanha, na França, para constituir a ponta de lança das novas unidades. As 80 composições ferroviárias que transportavam estes equipamentos e tropas foram retardadas devido as pontes destruídas, trilhos arrancados e ataques de guerrilheiros. Missão de Manstein: romper o cerco russo e auxiliar a "Fortaleza de Stalingrado". Era uma missão tremenda; em 21 de dezembro, Manstein chegou a 48 km dos postos avançados do 6º Exército, no entanto era tarde demais para salvá-los.
Os alemães usaram a tática da "defesa móvel", com pequenas unidades mantendo cidades até que o apoio blindado pudesse chegar. Os soviéticos nunca chegaram perto de Rostov, mas a luta obrigou o general Erich von Manstein a retirar o grupo de exércitos A do Cáucaso e restabelecer uma linha de frente a 250 km da cidade.
A forças cercadas em Stalingrado estavam agora sem esperança de reforços mas as tropas desconheciam isso, acreditando que eles ainda se encontravam a caminho. Alguns oficiais do estado-maior do general Friedrich Paulus solicitaram a seu comandante que ignorasse as ordens de Adolf Hitler e tentassem romper o bolsão de qualquer maneira, mas o general recusou, já que não concebia o pensamento de desobedecer a ordens superiores. Além disso, apesar do rompimento do cerco poder ter sido feito nas primeiras semanas, quando as tropas ainda teriam força para isso, os alemães não tinham combustível suficiente para a tarefa e seria praticamente impossível conseguir romper o cerco a pé.

## A vitória soviética

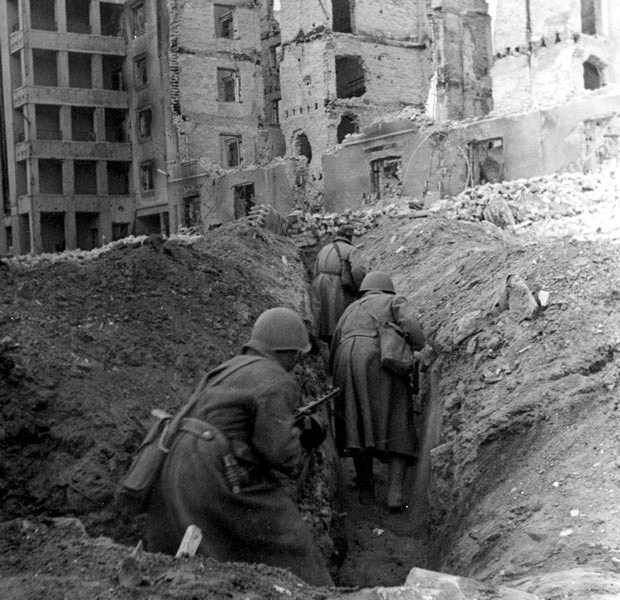
Soldados soviéticos avançando numa posição entrincheirada

Os alemães presos no cerco na área de Stalingrado se retiraram para os subúrbios da cidade. A perda de dois aeroportos, em janeiro, pôs um fim à ponte aérea e a evacuação de feridos. A partir daí não houve mais pousos da Luftwaffe em Stalingrado, que, entretanto, continuou a jogar sobre a parte da cidade ocupada por suas tropas, comida e munição até a rendição final. De qualquer maneira, mesmo com poucos meios, eles continuaram resistir, em parte por não querer cair prisioneiros nas mãos dos soviéticos, acreditando que seriam executados sumariamente. Em particular, os hiwis (voluntários soviéticos anticomunistas lutando ao lado dos alemães) não tinham a menor ilusão sobre seu destino se fossem capturados.
Os soviéticos, por seu lado, ficaram surpresos com o grande número de soldados que eles haviam cercado e tiveram que reforçar suas tropas no cerco. A guerra urbana recomeçou com fúria, mas desta vez eram os nazistas que eram empurrados para as margens do Volga. Eles fortificaram suas posições nos distritos industriais e os soviéticos encontraram a mesma dificuldade para desalojá-los, numa luta casa-a-casa, que haviam causado aos invasores no começo da batalha. Os alemães usaram uma defesa que consistia em fixar redes de arame na janela dos edifícios e casas onde se escondiam, para se proteger das granadas lançadas. Os soviéticos responderam fixando ganchos de anzol nas granadas, que prendiam nas redes e explodiam as janelas. Sem combustível, os tanques dos alemães eram inúteis na cidade, sendo usados como canhões imóveis, alvos fáceis para as armas antitanques soviéticas.

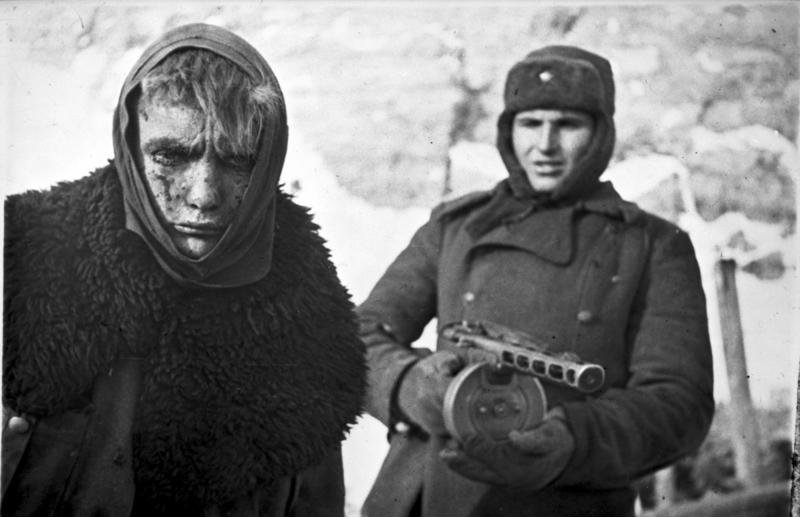
Soldado russo com um prisioneiro de guerra alemão

No dia 24 de janeiro, foi enviada a Adolf Hitler mais uma mensagem desesperada assinada por Von Paulus que traduzia a real situação do 6º Exército:
"Tropas sem munição ou alimento. Contato mantido com elementos de apenas seis divisões. Indícios de fragmentação nas frentes norte, sul e oeste. Pouca alteração na frente leste. Dezoito mil feridos sem atendimento, ataduras ou medicamentos. As 44º, 76º, 100º, 305º,e 384º Divisões de Infantaria destruídas. Não mais possível exercício de comando. Frente rompida em consequência de penetrações profundas por três lados. Só existem pontos fortes e abrigos no interior da cidade. Inútil continuar defesa. Colapso inevitável. Exército solicita autorização imediata para rendição a fim de salvar vidas das tropas restantes."
Durante seu depoimento em Nurenberg, Von Paulus declarou que recebeu a seguinte resposta:
"Capitulação impossível. O 6º Exército cumprirá com seu dever histórico em Stalingrado até o último homem a fim de possibilitar a reconstrução da frente oriental."
Em fins de janeiro, um enviado soviético fez uma oferta generosa aos sitiados levada pessoalmente ao general Von Paulus: caso os alemães se rendessem em 24 horas, eles receberiam garantias de vida para todos os prisioneiros de guerra, cuidados médicos para os feridos e doentes. Rações de comida normais e repatriação de prisioneiros para onde eles desejassem ao fim da guerra. Paulus, sob as ordens de Hitler de não se render, recusou a oferta, assegurando a total destruição do 6º Exército e o futuro calvário de seus sobreviventes.
Adolf Hitler promoveu Friedrich Paulus a marechal-de-campo em 30 de janeiro de 1943, o dia do décimo aniversário da sua ascensão ao poder na Alemanha. Como jamais um marechal alemão havia sido feito prisioneiro de guerra, Hitler supôs que com a promoção Von Paulus fosse lutar até a morte ou se suicidar, mas quando as forças soviéticas na cidade se aproximaram de seu quartel-general, num grande departamento de lojas, no dia seguinte, ele se rendeu.
Hitler fizera chover promoções e condecorações sobre Paulus e seus oficiais e praças que ainda viviam, mas o destino estava traçado.
O marechal telegrafouː
"O 6º Exército, fiel ao seu juramento e consciência da sublime importância de sua missão, manteve a posição até o último homem e o último tiro pelo Fuhrer e pela Pátria até o fim".
Em 31 de janeiro de 1943, o quartel-general do 6º Exército transmitiu sua última mensagemː
" Os russos chegaram na porta do nosso abrigo. Estamos destruindo nosso equipamento. CL (esta estação não transmitirá mais)".
Os remanescentes do exército alemão renderam-se a 2 de fevereiro; 91 mil homens esfomeados, doentes e exaustos foram feitos prisioneiros, entre eles 22 generais, para comemoração dos soviéticos.

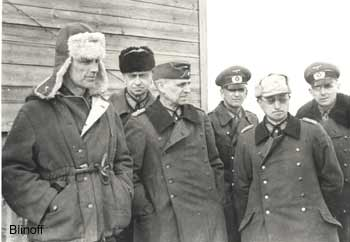
Marechal Friedrich Paulus e seus oficiais após a rendição

De acordo com o documentário alemão Stalingrad, cerca de 11 mil alemães e soldados do Eixo recusaram a rendição oficial, achando que lutar até a morte seria melhor que uma morte lenta no campos de concentração soviéticos. Estas forças continuaram a lutar em pequenas unidades até o começo de março de 1943, escondidos em porões e sótãos, com seu número diminuindo enquanto as tropas soviéticas iam fazendo a limpeza da cidade. De acordo com documentos mostrados no documentário, 2418 destes homens foram mortos e 8646 capturados.
Apenas 5 mil dos 91 mil prisioneiros de guerra alemães em Stalingrado sobreviveram ao cativeiro e retornaram para casa depois da guerra. Após a rendição, eles foram mandados para campos de trabalho por toda a União Soviética, doentes, sem cuidados médicos e com fome, e a grande maioria deles morreu de maus tratos, má nutrição e trabalhos forçados. Alguns oficiais mais graduados foram levados a Moscou e usados para propaganda antinazista e alguns deles fundaram o Comitê Nacional por uma Alemanha Livre. Alguns, incluindo Von Paulus, assinaram um discurso anti-Hitler que foi transmitido por rádio pelos soviéticos para as tropas alemãs na frente oriental. O general Walther von Seydlitz-Kurzbach ofereceu-se para formar um exército anti-Hitler com sobreviventes alemães de Stalingrado, mas a oferta não foi aceita pelos soviéticos. Só em 1955 os últimos dos poucos combatentes restantes de Stalingrado foram repatriados para a Alemanha.
A opinião pública alemã não foi oficialmente informada do desastre até o fim de janeiro de 1943. Stalingrado não foi a primeira derrota nazista na guerra, nem a primeira grande derrota na história das forças armadas alemãs, mas sua escala não tinha paralelo histórico até então. Alguns dias depois da rendição, em 16 de fevereiro de 1943, o ministro da propaganda nazista Joseph Goebbels, fez seu famoso discurso em Berlim, onde conclamou a nação a uma guerra total, que necessitaria de todos os recursos do país e todos os esforços da população alemã.

## Legado
A Batalha de Stalingrado durou 199 dias e foi uma das maiores batalhas da história humana. O número de baixas é difícil de ser calculado exatamente, pelo tamanho e duração do conflito e pelo fato de o governo soviético não ter permitido que cálculos oficiais fossem feitos, temendo que o custo de vidas demonstrado fosse muito alto.

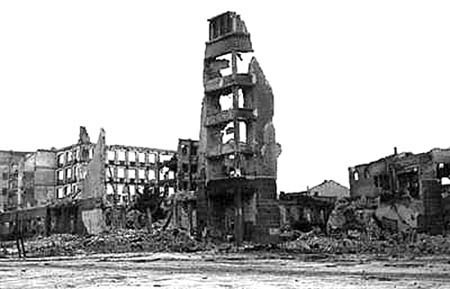
Imagem de Stalingrado após a batalha

Alguns estudiosos de guerra estimam que as tropas do Eixo sofreram cerca de 850 mil baixas entre todas as armas das forças alemãs e de seus aliados, muitos deles sendo prisioneiros de guerra dos soviéticos que morreram em cativeiro entre 1943 e 1955; 400 mil alemães, 200 mil romenos, 130 mil italianos e 120 mil húngaros morreram, foram feridos ou capturados. Dos 91 mil alemães feitos prisioneiros em Stalingrado, 27 mil morreram em questão de semanas e apenas 5 mil voltaram à Alemanha, muitos deles apenas dez anos após o fim da Segunda Guerra Mundial; os demais morreram nos campos de concentração ou de trabalho soviéticos; 50 mil hiwis, - voluntários soviéticos - que se juntaram às tropas alemãs, foram mortos ou aprisionados pelo Exército Vermelho.[carece de fontes?]
Dados de arquivos mostram que os soviéticos sofreram cerca de 1 130 000 baixas, sendo 478 741 mortos ou desaparecidos e 650 878 feridos em toda área de Stalingrado. No perímetro da cidade, foram 750 mil mortos ou feridos. Além disso, 40 mil civis soviéticos foram mortos em Stalingrado e seus subúrbios numa única semana de bombardeio aéreo, enquanto o 6º Exército e o IV Exército Panzer se aproximavam da cidade em julho de 1942; o total de civis mortos nas áreas fora da cidade é desconhecido. No total, a batalha resultou num total de 1,7 a 2 milhões de baixas de ambos os lados.
Além de ser um ponto de virada na guerra, Stalingrado também revelou a extrema disciplina e determinação tanto dos soldados da Wehrmacht quanto os do Exército Vermelho. No princípio, os soviéticos defenderam a cidade de todas as maneiras contra uma força arrasadora alemã. Suas perdas eram tão grandes que a expectativa de vida de um novo soldado em combate na frente era de um dia. O sacrifício destes homens por Stalingrado foi imortalizado por um soldado do general Aleksandr Rodimtsev, um dos comandantes locais, que escreveu na parede da estação ferroviária da cidade – que mudou de mãos quinze vezes durante a batalha – a frase: "os homens da guarda de Rodimtsev aqui lutaram e morreram pela mãe-pátria".

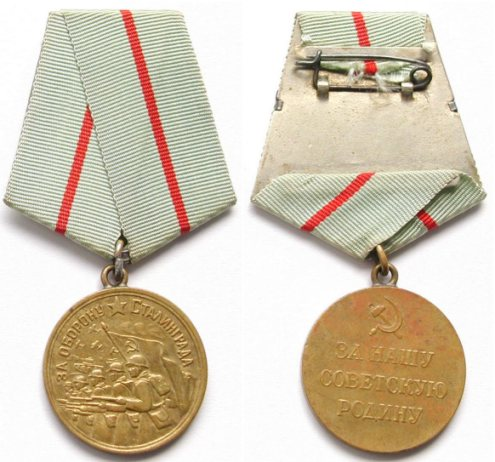
Medalha pela defesa de Stalingrado

Pelo heroísmo de seus defensores, a cidade recebeu o título de Cidade-Herói, em 1945. Após a guerra, nos anos 1950, um colossal monumento chamado Mãe Pátria, foi erguido na colina de Mamayev Kurgan. A enorme estátua faz parte do complexo de um memorial que inclui paredes e construções arruinadas, conservadas no estado em que se encontravam após a batalha. O "Grain Silo" e a casa de Pavlov, mantida por seus defensores por dois meses contra os ataques alemães, também podem ser visitados como memorial de guerra. Ainda hoje, turistas encontram lascas de ossos e pedaços de material enferrujado no terreno da colina, símbolos do sofrimento humano dos dois lados e da bem-sucedida e custosa resistência soviética ao ataque nazista.
Por outro lado, os alemães mostraram admirável disciplina após terem sido cercados, na primeira vez em que lutaram sob condições adversas desta escala na guerra.[carece de fontes?] Durante as últimas semanas do cerco, muitos soldados morreram de fome e frio mas, ainda assim, a disciplina foi mantida até o fim, quando a resistência já não tinha mais sentido.[carece de fontes?] Mesmo o comandante do 6º Exército, Friedrich Paulus, obedeceu às ordens de Adolf Hitler de não tentar romper o cerco, contra todos os conselhos dos generais do alto-comando da Werhmacht, incluindo Erich von Manstein, que ainda tentou levar suas tropas até às proximidades de Stalingrado debaixo de luta, mas foi obrigado a recuar e deixá-los entregues à própria sorte, sem comida, munição e agasalhos.[carece de fontes?] Quando finalmente se rendeu, Paulus,  o primeiro marechal alemão a se render em combate na história da Alemanha declarou, referindo-se a Hitler: "Não tenho intenção de me suicidar por aquele cabo da Baviera".
Depois de Stalingrado, os alemães não ganharam mais nenhuma grande batalha. O 6º Exército da Alemanha foi exterminado e os poderes dos aliados europeus da Alemanha, com excepção da Finlândia, foram destruídos. Num discurso de 9 de Novembro de 1944, o próprio Hitler culpou a derrota em Stalingrado pela morte iminente da Alemanha.

## Museus
- «Estado de Volgograd, museu - Batalha de Stalingrado», site oficial (em Russo, Inglês, Alemão).

## Cinema
- Stalingrad: Dogs, Do You Want to Live Forever? (Hunde, wollt ihr ewig leben?),  de Frank Wisbar.
- Stalingrad (1993) de Joseph Vilsmaier.
- Inimigo às Portas (pt) Círculo de Fogo (br) (2001), de Jean-Jacques Annaud
- The Wehrmacht - The Turning Point (Ep 02) - ZDF 2007 - (Documentário da TV Alemã ZDF)